# Robbie McEwen
Robbie McEwen, avstralski kolesar, * 24. junij 1972, Brisbane.
McEwen je eden najboljših sprinterjev v tem trenutku. Njegova glavna značilnost je odlično obvladovanje kolesa in sposobnost izkoriščanja še tako majhnega prostora, katerega mu pustijo nasprotniki. Ti dve odliki si je pridobil v mladosti, ko je tekmoval s kolesi BMX in bil v tej disciplini avstralski mladinski prvak. Ko je bil star 18 let je presedlal na cestno kolo, kjer je v sprintih dosegal lepe uspehe in bil udeleženec Svetovnega prvenstva 1994. Nastopil je tudi na prvenstvu leta 2002 in na Olimpijskih igrah 1996 ter 2004. Prvo profesionalno pogodbo je z nizozemskim moštvom Rabobank podpisal leta 1996. Pred sezono 2000 je odšel v nizozemski Farm Frites, ki je bilo ukinjeno kasneje tistega leta zaradi dopinške afere. Naslednje leto je postal član belgijske ekipe, ki danes nastopa pod imenom Davitamon-Lotto.
Na dveh največjih etapnih dirkah Giru in Touru je skupaj dosegel 22 zmag, dvakrat je postal avstralski prvak, vseh zmag v konkurenci profesionalcev je 152. Dvakrat je bil izbran za najboljšega avstralskega kolesarja leta, leta 2002 za najboljšega kolesarja sveta. S svetovnih prvenstev je prinesel eno srebrno medaljo.
Skupaj z ženo Angélique in sinom Ewanom živi v belgijskem mestecu Brakel, od tod tudi vzdevek Kenguru iz Brakela.
McEwen meri 1.71 m in tehta 67 kg.

## Največji uspehi
| Uvrstitev | Vrsta dirke                        | Sezona                                         | Država            |
| --------- | ---------------------------------- | ---------------------------------------------- | ----------------- |
| 1. mesto  | 11 etap na Dirki po Franciji       | 1999, 2x 2003, 2x 2004, 3x 2005, 3x 2006       | Francija          |
| 1. mesto  | 12 etap na Dirki po Italiji        | 2x 2002, 2x 2003, 2004, 3x 2005, 3x 2006, 2007 | Italija           |
| 1. mesto  | zelena majica na Dirki po Franciji | 2002, 2004, 2006                               | Francija          |
| 1. mesto  | Pariz—Bruselj                      | 2005, 2002                                     | Francija, Belgija |
| 1. mesto  | Avstralsko prvenstvo, cestna dirka | 2002, 2005                                     | Avstralija        |
| 2. mesto  | Svetovno prvenstvo, cestna dirka   | 2002                                           | Belgija           |